# EPrix van Hongkong 2017
De ePrix van Hongkong 2017 werd gehouden over twee races op 2 en 3 december 2017 op het Hong Kong Central Harbourfront Circuit. Dit waren de eerste en tweede races van het vierde Formule E-seizoen.
De eerste race werd gewonnen door DS Virgin Racing-coureur Sam Bird. Techeetah-coureur Jean-Éric Vergne en Mahindra Racing-coureur Nick Heidfeld eindigden op de tweede en derde plaats.
De tweede race betekende oorspronkelijk de eerste overwinning voor ABT Schaeffler Audi Sport-coureur Daniel Abt, maar na afloop van de race werd hij gediskwalificeerd omdat zijn auto niet aan de reglementen voldeed. Hierdoor werd Mahindra Racing-coureur Felix Rosenqvist uitgeroepen tot winnaar. Venturi Formula E Team-coureur Edoardo Mortara en Panasonic Jaguar Racing-coureur Mitch Evans werden tweede en derde en behaalden allebei hun eerste podiumplaats in de Formule E.

## Race 1

### Kwalificatie
| Pos                 | No | Coureur                | Team                      | Q1       | Q2       | Grid |
| ------------------- | -- | ---------------------- | ------------------------- | -------- | -------- | ---- |
| 1                   | 25 | Jean-Éric Vergne       | Techeetah                 | 1:03.403 | 1:03.568 | 1    |
| 2                   | 2  | Sam Bird               | DS Virgin Racing          | 1:03.276 | 1:03.595 | 2    |
| 3                   | 23 | Nick Heidfeld          | Mahindra Racing           | 1:03.350 | 1:03.597 | 3    |
| 4                   | 66 | Daniel Abt             | Audi Sport ABT Schaeffler | 1:03.561 | 1:03.724 | 4    |
| 5                   | 19 | Felix Rosenqvist       | Mahindra Racing           | 1:03.466 | 1:04.718 | 5    |
| 6                   | 1  | Lucas di Grassi        | Audi Sport ABT Schaeffler | 1:03.773 |          | 6    |
| 7                   | 16 | Oliver Turvey          | NIO Formula E Team        | 1:03.881 |          | 7    |
| 8                   | 28 | António Félix da Costa | MS&AD Andretti Formula E  | 1:03.914 |          | 8    |
| 9                   | 9  | Sébastien Buemi        | Renault e.Dams            | 1:03.966 |          | 9    |
| 10                  | 3  | Nelson Piquet jr.      | Panasonic Jaguar Racing   | 1:03.993 |          | 10   |
| 11                  | 7  | Jérôme d'Ambrosio      | Dragon Racing             | 1:04.405 |          | 11   |
| 12                  | 18 | André Lotterer         | Techeetah                 | 1:04.423 |          | 12   |
| 13                  | 27 | Kamui Kobayashi        | MS&AD Andretti Formula E  | 1:04.806 |          | 13   |
| 14                  | 5  | Maro Engel             | Venturi Formula E Team    | 1:04.907 |          | 14   |
| 15                  | 68 | Luca Filippi           | NIO Formula E Team        | 1:05.450 |          | 15   |
| 16                  | 36 | Alex Lynn              | DS Virgin Racing          | 1:05.544 |          | 16   |
| 17                  | 6  | Neel Jani              | Dragon Racing             | 1:05.615 |          | 20   |
| 18                  | 8  | Nicolas Prost          | Renault e.Dams            | 1:07.745 |          | 17   |
| 110%-tijd: 1:09.743 |    |                        |                           |          |          |      |
| 19                  | 4  | Edoardo Mortara        | Venturi Formula E Team    | 1:12.730 |          | 18   |
| 20                  | 20 | Mitch Evans            | Panasonic Jaguar Racing   | 1:19.616 |          | 19   |

### Race
| Pos | No | Coureur                | Team                      | Rondes | Tijd/Oorzaak uitval | Grid | Punten |
| --- | -- | ---------------------- | ------------------------- | ------ | ------------------- | ---- | ------ |
| 1   | 2  | Sam Bird               | DS Virgin Racing          | 43     | 1:17:10.486         | 2    | 25     |
| 2   | 25 | Jean-Éric Vergne       | Techeetah                 | 43     | +11.575             | 1    | 21     |
| 3   | 23 | Nick Heidfeld          | Mahindra Racing           | 43     | +12.465             | 3    | 15     |
| 4   | 3  | Nelson Piquet jr.      | Panasonic Jaguar Racing   | 43     | +15.324             | 10   | 12     |
| 5   | 66 | Daniel Abt             | Audi Sport ABT Schaeffler | 43     | +17.205             | 4    | 11     |
| 6   | 28 | António Félix da Costa | MS&AD Andretti Formula E  | 43     | +18.083             | 8    | 8      |
| 7   | 4  | Edoardo Mortara        | Venturi Formula E Team    | 43     | +19.797             | 18   | 6      |
| 8   | 36 | Alex Lynn              | DS Virgin Racing          | 43     | +20.904             | 16   | 4      |
| 9   | 8  | Nicolas Prost          | Renault e.Dams            | 43     | +24.785             | 17   | 2      |
| 10  | 68 | Luca Filippi           | NIO Formula E Team        | 43     | +25.500             | 15   | 1      |
| 11  | 9  | Sébastien Buemi        | Renault e.Dams            | 43     | +26.202             | 9    |        |
| 12  | 20 | Mitch Evans            | Panasonic Jaguar Racing   | 43     | +34.871             | 19   |        |
| 13  | 5  | Maro Engel             | Venturi Formula E Team    | 43     | +35.752             | 14   |        |
| 14  | 19 | Felix Rosenqvist       | Mahindra Racing           | 43     | +41.174             | 5    |        |
| 15  | 27 | Kamui Kobayashi        | MS&AD Andretti Formula E  | 43     | +48.422             | 13   |        |
| 16  | 16 | Oliver Turvey          | NIO Formula E Team        | 42     | +1 ronde            | 7    |        |
| 17  | 1  | Lucas di Grassi        | Audi Sport ABT Schaeffler | 42     | +1 ronde            | 6    |        |
| 18  | 6  | Neel Jani              | Dragon Racing             | 42     | +1 ronde            | 20   |        |
| NC  | 7  | Jérôme d'Ambrosio      | Dragon Racing             | 34     | +9 ronden           | 11   |        |
| DSQ | 18 | André Lotterer         | Techeetah                 | 43     | Gediskwalificeerd   | 12   |        |

## Race 2

### Kwalificatie
| Pos                 | No | Coureur                | Team                      | Q1       | Q2       | Grid |
| ------------------- | -- | ---------------------- | ------------------------- | -------- | -------- | ---- |
| 1                   | 19 | Felix Rosenqvist       | Mahindra Racing           | 1:02.878 | 1:02.836 | 1    |
| 2                   | 20 | Mitch Evans            | Panasonic Jaguar Racing   | 1:02.577 | 1:02.890 | 4    |
| 3                   | 4  | Edoardo Mortara        | Venturi Formula E Team    | 1:02.870 | 1:03.108 | 2    |
| 4                   | 2  | Sam Bird               | DS Virgin Racing          | 1:02.897 | 1:03.109 | 13   |
| 5                   | 66 | Daniel Abt             | Audi Sport ABT Schaeffler | 1:02.703 | 1:03.715 | 3    |
| 6                   | 36 | Alex Lynn              | DS Virgin Racing          | 1:02.929 |          | 5    |
| 7                   | 28 | António Félix da Costa | MS&AD Andretti Formula E  | 1:02.979 |          | 6    |
| 8                   | 25 | Jean-Éric Vergne       | Techeetah                 | 1:02.982 |          | 7    |
| 9                   | 16 | Oliver Turvey          | NIO Formula E Team        | 1:03.092 |          | 8    |
| 10                  | 68 | Luca Filippi           | NIO Formula E Team        | 1:03.210 |          | 9    |
| 11                  | 23 | Nick Heidfeld          | Mahindra Racing           | 1:03.276 |          | 10   |
| 12                  | 3  | Nelson Piquet jr.      | Panasonic Jaguar Racing   | 1:03.310 |          | 11   |
| 13                  | 1  | Lucas di Grassi        | Audi Sport ABT Schaeffler | 1:03.346 |          | 12   |
| 14                  | 8  | Nicolas Prost          | Renault e.Dams            | 1:03.418 |          | 14   |
| 15                  | 5  | Maro Engel             | Venturi Formula E Team    | 1:03.446 |          | 15   |
| 16                  | 27 | Kamui Kobayashi        | MS&AD Andretti Formula E  | 1:03.473 |          | 16   |
| 17                  | 18 | André Lotterer         | Techeetah                 | 1:03.845 |          | 17   |
| 18                  | 7  | Jérôme d'Ambrosio      | Dragon Racing             | 1:03.849 |          | 18   |
| 19                  | 6  | Neel Jani              | Dragon Racing             | 1:04.612 |          | 19   |
| 20                  | 9  | Sébastien Buemi        | Renault e.Dams            | 1:05.346 |          | 20   |
| 110%-tijd: 1:08.835 |    |                        |                           |          |          |      |

### Race
| Pos | No | Coureur                | Team                      | Rondes | Tijd/Oorzaak uitval | Grid | Punten |
| --- | -- | ---------------------- | ------------------------- | ------ | ------------------- | ---- | ------ |
| 1   | 19 | Felix Rosenqvist       | Mahindra Racing           | 45     | 50:05.084           | 1    | 29     |
| 2   | 4  | Edoardo Mortara        | Venturi Formula E Team    | 45     | +7.031              | 2    | 21     |
| 3   | 20 | Mitch Evans            | Panasonic Jaguar Racing   | 45     | +10.619             | 4    | 15     |
| 4   | 25 | Jean-Éric Vergne       | Techeetah                 | 45     | +12.593             | 7    | 12     |
| 5   | 2  | Sam Bird               | DS Virgin Racing          | 45     | +12.879             | 13   | 11     |
| 6   | 16 | Oliver Turvey          | NIO Formula E Team        | 45     | +14.199             | 8    | 8      |
| 7   | 5  | Maro Engel             | Venturi Formula E Team    | 45     | +15.676             | 15   | 6      |
| 8   | 8  | Nicolas Prost          | Renault e.Dams            | 45     | +18.905             | 14   | 4      |
| 9   | 36 | Alex Lynn              | DS Virgin Racing          | 45     | +19.025             | 5    | 2      |
| 10  | 9  | Sébastien Buemi        | Renault e.Dams            | 45     | +22.139             | 20   | 1      |
| 11  | 28 | António Félix da Costa | MS&AD Andretti Formula E  | 45     | +23.359             | 6    |        |
| 12  | 3  | Nelson Piquet jr.      | Panasonic Jaguar Racing   | 45     | +27.904             | 11   |        |
| 13  | 18 | André Lotterer         | Techeetah                 | 45     | +28.591             | 17   |        |
| 14  | 1  | Lucas di Grassi        | Audi Sport ABT Schaeffler | 45     | +39.137             | 12   |        |
| 15  | 7  | Jérôme d'Ambrosio      | Dragon Racing             | 45     | +55.189             | 18   |        |
| 16  | 23 | Nick Heidfeld          | Mahindra Racing           | 44     | +1 ronde            | 10   |        |
| 17  | 27 | Kamui Kobayashi        | MS&AD Andretti Formula E  | 44     | +1 ronde            | 16   |        |
| 18  | 6  | Neel Jani              | Dragon Racing             | 44     | +1 ronde            | 19   |        |
| DNF | 68 | Luca Filippi           | NIO Formula E Team        | 36     | Stuurstang          | 9    |        |
| DSQ | 66 | Daniel Abt             | Audi Sport ABT Schaeffler | 45     | Gediskwalificeerd   | 3    |        |

## Tussenstanden na de race

### Coureurs
| Positie | Rijder           | Team                    | Punten |
| ------- | ---------------- | ----------------------- | ------ |
| 1       | Sam Bird         | DS Virgin Racing        | 35     |
| 2       | Jean-Éric Vergne | Techeetah               | 33     |
| 3       | Felix Rosenqvist | Mahindra Racing         | 29     |
| 4       | Edoardo Mortara  | Venturi Formula E Team  | 24     |
| 5       | Mitch Evans      | Panasonic Jaguar Racing | 15     |

### Constructeurs
| Positie | Team                    | Punten |
| ------- | ----------------------- | ------ |
| 1       | Mahindra Racing         | 44     |
| 2       | DS Virgin Racing        | 41     |
| 3       | Techeetah               | 33     |
| 4       | Venturi Formula E Team  | 30     |
| 5       | Panasonic Jaguar Racing | 27     |